# 西西瓦山
14°33′15″S 72°36′31″W / 14.55417°S 72.60861°W
西西瓦山（Sisiwa），是秘魯的山峰，位於該國南部阿普里馬克大區，由安塔班巴省的奧羅佩薩區負責管轄，屬於萬索山脈的一部分，海拔高度4,949米。